# Sascha Burchert
Sascha Burchert (30 de novembre de 1989, Berlín) és un futbolista alemany que des del 2009 juga pel FC St. Pauli de la 1. Bundesliga.